# دی‌وی۱ ۲۰۱۸
دی‌وی۱ ۲۰۱۸ (DV1 2018)، سیارکی (قطعه سنگی) با قطر بین ۶ تا ۱۲ متر که جمعه ۲ مارس ۲۰۱۸ (۱۱ اسفند ۱۳۹۶) از فاصله حدود ۱۱۰ هزار کیلومتری زمین (یعنی در حدود یک سوم فاصله زمین تا ماه) عبور خواهد کرد. این سیارک در ۲۶ فوریه ۲۰۱۸ (۷ اسفند ۱۳۹۶) توسط ستاره شناسان رصدخانه لیمو در ایالت آریزونای آمریکا کشف شده‌است. این سیارک بدون ایجاد هرگونه خطر از کنار زمین عبور خواهد کرد.

## دیگر سیارکهای مشابه
روز ۷ مارس ۲۰۱۸ (۱۶ اسفند ۹۶) نیز سیارکی با قطر بین ۱۴۷ تا ۴۷۰ متر از فاصله حدود یک و نیم میلیون کیلومتری زمین عبور خواهد کرد. ستاره شناسان ۲۵ فوریه ۲۰۱۸ به رصد سیارکی که از فاصله ۳۱۵ هزار کیلومتری زمین عبور می‌کرد پرداختند. از آنجاییکه توانایی و تعداد سیستمهای رصدی این اجرام بیشتر شده همواره تعداد بیشتری از آنها مشاهده می‌شوند. زمین از زمان تشکیل همواره با این اجرام مواجه بوده‌است. میلیونها عدد از این سنگهای سرگردان در منظومه شمسی وجود داشته و دور خورشید در حال چرخش هستند.
طبق تعریف ناسا برای اجرام خطرآفرین برای زمین، سنگهایی که قطری بیشتر از ۱۵۰ متر داشته و از فاصله ۷٫۵ میلیون کیلومتری زمین عبور کنند از خانواده سنگهای با پتانسیل ایجاد خطر (potentially hazardous objects) به حساب می‌آیند.
اگر اندازه، سرعت و فاصله عبور این اجرام از حدی کمتر باشد، گرانش زمین می‌تواند موجب جذب آنها شود.
سنگهای بزرگتر در صورت داشتن سرعت مناسب، با دارا بودن انرژی جنبشی بیشتر توانایی فرار از جاذبه زمین را دارند.